# Goniocaulon indicum
Goniocaulon indicum C.B.Clarke, 1876 è una specie di pianta angiosperma dicotiledone della famiglia delle Asteraceae. Questa specie è anche l'unica del genere Goniocaulon Cass., 1817.

## Descrizione
Le specie di questa voce sono piante erbacee annuali robuste alte fino a 1,5 metri con steli profondamente striati; in genere non sono spinose.
Le foglie lungo il caule sono disposte in modo alterno, hanno una lamina intera con bordi seghettati]. La forma può essere da lineare a lanceolata.
Le infiorescenze si compongono di capolini omogami raggruppati in densi panicoli. I capolini (diametro di 15 mm) sono formati da un involucro a forma da cilindrica a ovoidale composto da brattee (o squame) all'interno del quale un ricettacolo fa da base ai fiori tutti tubulosi. Le brattee dell'involucro, disposte su più serie in modo embricato, sono di vario tipo: i margini sono ampi e scariosi; sono inoltre apiculate (a forma di limone). Il ricettacolo è setoso.
I fiori sono tutti del tipo tubuloso. I fiori sono tetra-ciclici (ossia sono presenti 4 verticilli: calice – corolla – androceo – gineceo) e pentameri (ogni verticillo ha 5 elementi). I fiori in genere sono ermafroditi e actinomorfi.
- Formula fiorale:

- /x K {\displaystyle \infty }, [C (5), A (5)], G 2 (infero), achenio

- Calice: i sepali del calice sono ridotti ad una coroncina di squame.
- Corolla: la corolla in genere è colorata di rosa.
- Androceo: gli stami sono 5 con filamenti liberi, glabri e papillosi, mentre le antere sono saldate in un manicotto (o tubo) circondante lo stilo.[9]
- Gineceo: lo stilo è filiforme; gli stigmi dello stilo sono due divergenti. L'ovario è infero uniloculare formato da 2 carpelli.

Il frutto è un achenio con pappo. Gli acheni, con forme oblunghe, sono glabri. La superficie si presenta a coste longitudinali. Il pericarpo dell'achenio è sclerificato; alla sommità l'achenio è provvisto di un piccolo anello. La superficie può essere alveolata e nelle alveole è presente dell'elaisoma. Il pappo (deciduo o persistente) è inserito in un anello parenchimatico sulla piastra apicale e in genere è formato da due serie di scaglie, ampie ma molto corte.

## Biologia
- Impollinazione: l'impollinazione avviene tramite insetti (impollinazione entomogama).
- Riproduzione: la fecondazione avviene fondamentalmente tramite l'impollinazione dei fiori (vedi sopra).
- Dispersione: i semi cadendo a terra (dopo essere stati trasportati per alcuni metri dal vento per merito del pappo – disseminazione anemocora) sono successivamente dispersi soprattutto da insetti tipo formiche (disseminazione mirmecoria).

## Distribuzione
Le specie di questa voce si trovano in Africa orientale e India.

## Tassonomia
La famiglia di appartenenza di questa voce (Asteraceae o Compositae, nomen conservandum) probabilmente originaria del Sud America, è la più numerosa del mondo vegetale, comprende oltre 23.000 specie distribuite su 1.535 generi, oppure 22.750 specie e 1.530 generi secondo altre fonti (una delle checklist più aggiornata elenca fino a 1.679 generi). La famiglia attualmente (2021) è divisa in 16 sottofamiglie.
La tribù Cardueae (della sottofamiglia Carduoideae) a sua volta è suddivisa in 12 sottotribù (la sottotribù Centaureinae è una di queste).

### Filogenesi
La classificazione della sottotribù rimane ancora problematica e piena di incertezze. La specie di questa voce è inserita nel gruppo tassonomico informale Volutaria Group. Questo gruppo composto da 8 generi, nell'ambito della sottotribù Centaureinae e da un punto di vista filogenetico, si trova in posizione "basale", ossia è stato il primo gruppo a separarsi dagli altri generi. In più recenti studi, tuttavia, alcuni generi (Mantisalca), risultano avere delle posizioni più centrale all'interno del gruppo informale Rhaponticum Group.
Il numero cromosomico delle specie di questo genere è: 2n = 32.

### Sinonimi
Sono elencati alcuni sinonimi per questo genere:
- Amberboa goniocaulon DC.
- Amberboa indica DC.
- Athanasia indica  Roxb.
- Centaurea goniocaulon  (DC.) Sch.Bip.
- Centaurea indica  Less.
- Goniocaulon glabrum  Cass.
- Serratula indica  J.G.Klein ex Willd.
- Tricholepis indica  (Willd.) S.M.Almeida